# 放屁虫
放屁虫是约500种甲虫的统称，属于步行虫科的昆虫，可分為氣步甲亞科等於整個氣步甲族（Brachinini）以及Paussinae亞科中的Paussni族、Ozaenini族、Metriini族等四個族。它们有个共同的特点，就是在受到威胁时可以从腹部末端“噗”的一声喷出一股刺激性的热雾，这也是它名称的来源。

## 生物化學
喷雾中含有对苯醌，是有刺激性的物质，目的是为了防卫蚂蚁等入侵者，同时也给放屁虫有机会和时间飞走。喷雾源于其体内的化学反应。放屁虫腹部的腺体中存有对苯二酚和过氧化氢，这两种物质可在一个含有过氧化氢酶和辣根过氧化物酶的空腔中混合。过氧化氢在酶的催化作用下放出氧气，氧化对苯二酚成为对苯醌。反应剧烈放热，使混合物沸腾气化，连同氧气的助推作用，将混合物喷出。有的甲虫在耗尽储存之前可以喷20次。

## 防禦機制
{\displaystyle {\ce {H2O2(aq) -> H2O(l) + 1/2O2(g)}}}
{\displaystyle {\ce {C6H4(OH)2(aq) -> C6H4O2(aq) + H2(g)}}}

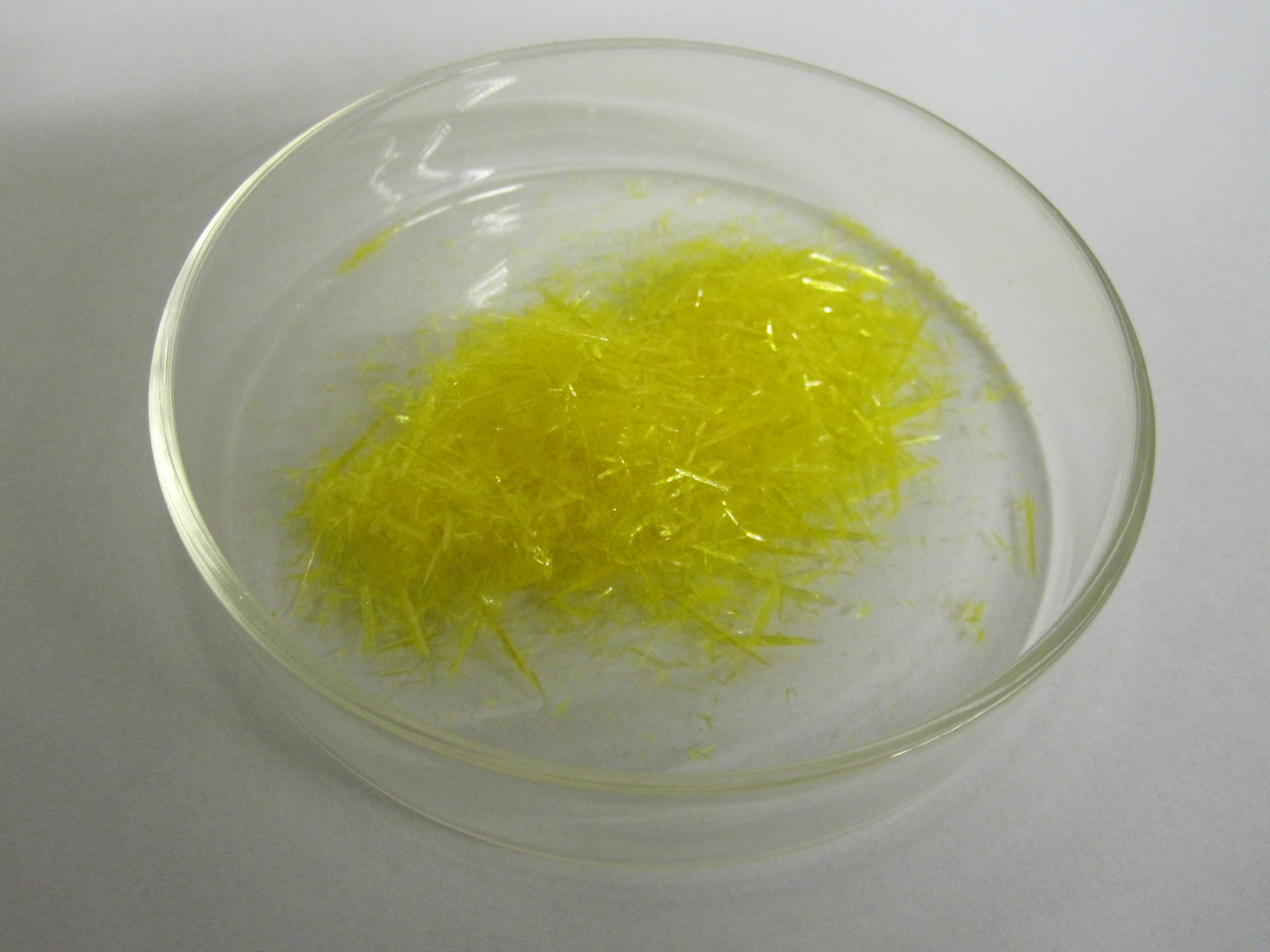
(1,4-苯醌)對苯醌(C_{6}H_{4}O_{2}).

{\displaystyle {\ce {C6H4(OH)2(aq) + H2O2(aq) -> C6H4O2(aq) + 2H2O(l)}}}

## 參閲
- 蟻巢步甲蟲（英语：Ant nest beetle）(蟻巢步甲/螞蟻巢甲蟲/螞蟻窩甲蟲)
- TalkOrigins Archive

## 外部連結
- Eisner, T.; Aneshansley, D.J. . Proc. Natl. Acad. Sci. U.S.A. August 1999, 96 (17): 9705–9. Bibcode:1999PNAS...96.9705E. PMC 22274 . PMID 10449758. doi:10.1073/pnas.96.17.9705.
- Genus Brachinus — BugGuide.net （页面存档备份，存于）
- Hesselberg T. . Life of science. 6 November 2007  [2021-03-18]. （原始内容存档于2016-03-06）.
- . TalkOrigins Archive.   [2021-03-18]. （原始内容存档于2020-12-10）.
- Isaak, Mark. . TalkOrigins Archive. May 30, 2003  [2021-03-18]. （原始内容存档于2015-08-31）.
- BBC. . BBC News. 1999  [2021-03-18]. （原始内容存档于2021-03-22）.: 3 photos, 1 micrograph, 1 b/w illustration